# Accra
Accra är huvudstad i Ghana. Folkmängden beräknades till cirka 2,3 miljoner invånare 2015, med totalt cirka 4 miljoner i den administrativa regionen Storaccra vid folkräkningen 2010. Större förorter är Ashaiman, Tema och Madina.
Staden är belägen vid Guineabukten i Atlanten i det område som under kolonialtiden kallades Guldkusten.

## Historia
Accra grundades av den etniska folkgruppen Ga i slutet av 1400-talet. Namnet Accra kommer ursprungligen från ordet Nkran, som betyder "myror" på akanspråket. Detta kan tolkas som en hänvisning till de många myrstackar som kan ses i naturen runtomkring Accra. Under en del av sin historia tjänade Accra som ett centrum för handel med Portugal, som byggde ett fästning i staden. Portugiserna följdes sedan av svenskar, nederländare, fransmän, britter och danskar i slutet av 1600-talet.
Platsen där dagens Accra ligger utvecklades till en betydelsefull stad kring Gafolkets ursprungliga stad och kring brittiska, danska och nederländska fästningar och de omkringliggande samhällena: Jamestown nära den brittiska fästningen, Osu nära den danska fästningen Christiansborg (Osu Castle) samt Ussherstown nära den nederländska Ussherfästningen. Det är dessa fyra områden som utgör kärnan i den moderna staden Accra.
Accra intogs av britterna åren 1874 och 1877, i slutet av det andra anglo-asantekriget. Då ersatte Accra Cape Coast som huvudstad för den brittiska kolonin på Guldkusten. Efter byggandet av en järnväg som sammanknöt staden med gruvdriften och jordbruket längre inåt landet blev Accra Ghanas ekonomiska centrum. Stora områden förstördes av jordbävningar åren 1862 och 1939, men staden växte ändå runt en hamn (som numera flyttat till Tema), och senare även ett bryggeri, och expanderade till närliggande städer.
Uppror i Accra inledde år 1948 Ghanas kamp för självständighet, vilket ledde till att Ghana 1957 gjorde sig självständigt från Storbritannien och utropades som en egen nation.

## Administrativ indelning
Accra är indelad i elva underdistrikt:
- Ablekuma Central
- Ablekuma North
- Ablekuma South
- Ashiedu Keteke
- Ayawaso Central
- Ayawaso East
- Ayawaso West
- La
- Okai Koi North
- Okai Koi South
- Osu Klotey

## Transport
Staden betjänas av Kotokas internationella flygplats - som är Ghanas viktigaste och enda internationella flygplats - både till civila och militära flygtransportsändamål. Kotokas internationella flygplats är även centrum för två av Ghanas tre järnvägslinjer: de till Kumasi och Takoradi.